# Doris Kunz
Doris Helga Kunz (* 1974 in Erlangen) ist eine deutsche Chemikerin. Sie ist Professorin für Anorganische Chemie an der Eberhard Karls Universität in Tübingen.

## Ausbildung und Werdegang
Nach ihrem Abitur am Ehrenbürg-Gymnasium in Forchheim studierte Doris Kunz von 1993 bis 1997 Chemie an der Westfälischen Wilhelms-Universität. Nach ihrer Promotion im Jahre 2000 in der Arbeitsgruppe von Gerhard Erker in Münster, arbeitete Kunz als Postdoc zwei Jahre in der Arbeitsgruppe von John F. Hartwig an der Yale University. Von 2003 bis 2008 habilitierte sie am Institut für organische Chemie der Ruprecht-Karls-Universität Heidelberg bei Peter Hofmann. Anschließend hatte Kunz verschiedene Dozenturen an der Universität Stuttgart, der Universität Heidelberg und der Universität von Burgund. Seit 2009 hat sie eine W3-Professur für Anorganische Chemie an der Mathematisch-Naturwissenschaftlichen Fakultät der Eberhard Karls Universität in Tübingen inne.

## Forschungsgebiete
Die Forschungsschwerpunkte der Arbeitsgruppe Kunz umfassen die Chemie von mehrzähnigen N-heterocyclischen Carben-Liganden sowie Mono- und Dipyrido Carbene. Auch die Entwicklung neuer Synthesewege von N-heterocyclischen Carbenen gehört zu den Forschungsinteressen der Arbeitsgruppe. Außerdem forscht Kunz an der Synthese ionischer Liganden und deren Einsatz in der Katalyse chemischer Reaktionen.